# Квадратурная модуляция
Квадратурная модуляция (квадратурная амплитудная модуляция, КАМ; англ. Quadrature Amplitude Modulation, QAM) — разновидность амплитудной манипуляции сигнала, которая представляет собой сумму двух несущих колебаний одной частоты, но сдвинутых по фазе относительно друг друга на 90° (π/2 радиан, то есть, четверть полного угла, поэтому «квадратурная»), каждое из которых модулировано по амплитуде своим модулирующим сигналом:
{\displaystyle \ S(t)=I(t)\cos(2\pi f_{0}t)+Q(t)\sin(2\pi f_{0}t)},
где {\displaystyle I(t)} и {\displaystyle Q(t)} — модулирующие сигналы, {\displaystyle f_{0}} — несущая частота.
Квадратурной амплитудной манипуляцией (КАМн; англ. Quadrature Amplitude-Shift Keying, QASK) называется манипуляция, при которой изменяется как фаза, так и амплитуда сигнала, что позволяет увеличить количество информации, передаваемой одним состоянием (отсчётом) сигнала.

## Формирование сигнала
Предположим, что количество сигналов {\displaystyle q} равно {\displaystyle 2^{m}}, где {\displaystyle m} показывает число бит, переносимых одним сигналом. Пусть для начала {\displaystyle m=2k}, {\displaystyle k} — натуральное. Тогда {\displaystyle {\sqrt {q}}=2^{k}}. Тогда сигналу с номером {\displaystyle i} можно поставить в соответствие два числа {\displaystyle i_{1}} и {\displaystyle i_{2}}, {\displaystyle i_{1},i_{2}=0,1,...,{\sqrt {q}}-1} по следующему правилу: {\displaystyle i=i_{1}{\sqrt {q}}+i_{2}}. Пусть
{\displaystyle s_{i_{1}}=A(1-{\frac {2i_{1}}{{\sqrt {q}}-1}})} и {\displaystyle s_{i_{2}}=A(1-{\frac {2i_{2}}{{\sqrt {q}}-1}})}.
Тогда величины {\displaystyle s_{i_{1}}} и {\displaystyle s_{i_{2}}} будут равномерно расположены в интервале {\displaystyle [-A,A]}.
Минимальное расстояние составит {\displaystyle \Delta ={\frac {2A}{{\sqrt {q}}-1}}}.
Если {\displaystyle m=2k-1}, то сигнальное множество строится путём прореживания сигнального множества для {\displaystyle q=2^{2k}}. Для этого случая минимальное расстояние {\displaystyle \Delta '={\sqrt {2}}\Delta ={\frac {2{\sqrt {2}}A}{{\sqrt {q}}-1}}}

## Применение
Квадратурная модуляция применяется для передачи сигналов цветности в телевизионных стандартах PAL и NTSC, в стереофоническом радиовещании (АМ-стерео), в системах программно-определяемого радио (ПОР, SDR).

В простейших SDR-приёмниках квадратурно-модулированный сигнал с приёмника подаётся на вход звуковой карты, где оцифровывается АЦП и далее обрабатывается программно; в хороших системах АЦП уже встроен, он имеет бо́льшую разрядность и быстродействие, и сигнал в компьютер подаётся цифровой, обычно через порт USB. SDR позволяет получить с приёмника сигнал не одной радиостанции, а сразу некоторый диапазон частот. Для его анализа, декодирования и отображения применяют программное обеспечение (например, GQRX, SDR-Radio и другие)